# عباس مصطفى عمار
الدكتور عباس مصطفى عمار (1907 - 16 ديسمبر 1974) هو أحد أعلام الثقافة المصرية المعاصرة، فتح الباب مبكراً على أحد التخصصات الثقافية الهامة والنادرة وقتها وهو علم الإنسان حيث كانت رسالة الدكتوراة التي حصل عليها من جامعة كمبردج عن هذا العلم عام1947.
هو من الرعيل الأول من المثقفين والعلماء المصريين والعرب الذي مهد الطريق لظهور علامات مصرية وعربية فريدة في العلوم الإنسانية مثل جمال حمدان صاحب «عبقرية مصر»  سيد عويس صاحب «هتاف الصامتين».
شغل الدكتور عباس عمار العديد من المناصب الوزارية المؤثرة داخل مصر مثل وزارة الشئون الاجتماعية (وزارة محمد نجيب الأولى 1952)، وزارة المعارف العمومية - التربية والتعليم حالياً- (وزارة محمد نجيب الثانية بعد استقالة إسماعيل القباني يناير 1954) ثم شغل نفس المنصب في وزارة جمال عبد الناصر الأولى فبراير 1954).

## حياته ونشأته
ولد عباس مصطفى عمار في قرية شما مركز أشمون عام 1907 لعائلة معروفة من عائلات محافظة المنوفية بريف مصر هي عائلة «عمار»؛ وللدكتور عباس أخت واحدة هي السيدة سعاد عمار وأربعة أخوة من الذكور هم أحمد عمار الذي شغل منصب المستشار الثقافي لمصر في بولندا، ومحمد الذي شغل منصب وكيل الجهاز المركزي للمحاسبات، وتوفيق الذي شغل منصب وكيل بوزارة الزراعة، وصالح الذي شغل منصب رئيس شركة بيبسي كولا.

### مشواره العلمي
- حصل علي ليسانس في الآداب عام 1930 من مدرسة المعلمين العليا. (تربية عين شمس حالياً)
- حصل على ليسانس في الجغرافيا 1931
- عام 1947 حصل على الدكتوراة في علم الأجناس من جامعة كامبريدج جامعة كامبريدج.
- بعد حصوله على الدكتوراه عام 1947، عمل محاضر ومدرس مساعد في جامعة فؤاد الأول.
- حصل على منحة وبعثة علمية إلى أمريكا عام 1948، واستمر حتي 1952.
- خلال البعثة ظل على صلات وثيقة بجامعة كولومبيا، وساهم فيها وشارك في العديد من الدراسات والمباحث العلمية.

## مناصب
- مدرس مساعد ومحاضر بجامعة فؤاد الأول (القاهرة حالياً) 1947.
- رئيس مكتب الالتماسات بالأمم المتحدة (1948 - 1950).
- وزير الشئون الاجتماعية (وزارة محمد نجيب الأولي) 1952.
- وزير المعارف العمومية (وزارة محمد نجيب الثانية) 1954.
- وزير المعارف العمومية (وزارة جمال عبد الناصر الأولي) 1954.
- مدير المركز الرئيسي لليونسكو للتعليم في الدول العربية 1952.
- مساعد المدير العام لمنظمة العمل الدولية 1954.
- نائب المدير العام لمنظمة العمل الدولية 1964.
- مدير مركز يونسكو الأساسي للتعليم في الدول العربية.
- شغل منصب مساعد المدير العام 1954 ثم نائب المدير العام لمنظمة العمل الدولية في «جنيف» نوفمبر 1964.
- شغل منصب رئيس قسم الالتماسات بالأمم المتحدة وذلك أثناء بعثته إلى أمريكا (1948 – 1952).

## انجازاته
شارك في العديد من الوفود التي أرسلتها مصر إلى المنظمات العالمية زمنها ومنها:
- وفد مصر إلى مجلس الأمن التابع للأمم المتحدة 1947.
- وفد مصر إلى الجمعية العامة للأمم المتحدة 1947.
- وفد مصر إلى المؤتمر العام لليونسكو (مكسيكو سيتس) 1947.
- وفد مصر إلى مؤتمر روما للسكان 1954.
- في عام 1969 أوكلت منظمة العمل الدولية للدكتور عباس مصطفى عمار البرنامج العالمي للعمالة

## وفاته
توفي عباس مصطفى عمار في أحد فنادق العاصمة السودانية الخرطوم في السادس عشر 16 ديسمبر عام 1974 نتيجة أزمة قلبية حسبما أوردت جريدة نيويورك تايمز (طالع أرشيف الخبر−) عن عمر ناهز 67 عاما (1907 - 1974)، لينهي حياتة حافلة بالمحطات والمشاوير الهامة.

## مؤلفاته
- The Peoples of Sharkia: an Anthropo‐Socio‐Economic Study of the Eastern Province of the Nile Delta,” published in 1946 (رسالة الدكتوراة - الناس في الشرقية: الأنثروبولجيا الاجتماعية والاقتصادية في دلتا مصر) نشرت في 1946.
- أبو نواس حياته وشعره: بحث وتحليل بقلم عباس مصطفى عمار. مطبعة وادي الملوك القاهرة 1929 - 1930.
- سيناء المدخل الشرقي لمصر – أهمية شيه جزيرة سيناء كطريق للمواصلات ومعبر للموجات البشرية 0 (الطبعة الأولي – صدر بالاشتراك مع جمعية الجغرافيا المصرية عن مطبعة المعهد الفرنسي للآثار الشرقية – القاهرة 1946 (العنوان الأصلي:Egypt`s Eastera Gateway: The Sinai Peninsula as an Avenue for transportation and Human Migration py Abbas Mustapha Ammar)
- سيناء المدخل الشرقي لمصر – أهمية شيه جزيرة سيناء كطريق للمواصلات ومعبر للموجات البشرية: -	طبعة ثانية: المركز العربي للأبحاث ودراسات السياسات (بيروت: تموز | يوليو 2014).